# Christa Rigozzi
Christa Rigozzi (ur. 2 maja 1983 w Monte Carasso) – szwajcarska modelka i prezenterka telewizyjna. Posiadaczka tytułu Miss Szwajcarii 2006.
Reprezentantka Szwajcarii w konkursie Miss Universe 2007.

## Życiorys
9 września 2006 uzyskała tytuł Miss Szwajcarii.
W 2015 była jurorką trzeciego sezonu niemieckojęzycznej, szwajcarskiej odsłony programu Mam talent.
W 2020 była prowadząca trzeciego sezonu The Voice of Switzerland, oraz jurorką w pierwszym i drugim sezonie The Masked Singer Switzerland.

## Życie prywatne
20 sierpnia 2010 poślubiła Giovanniego Marchese z którym ma dwie córki.